# Heurnia ventromaculata
Heurnia ventromaculata är en ormart som beskrevs av de Jong 1926. Heurnia ventromaculata är ensam i släktet Heurnia som ingår i familjen Homalopsidae. IUCN kategoriserar arten globalt som otillräckligt studerad. Inga underarter finns listade i Catalogue of Life.
Arten är med en längd mindre än en meter en liten orm. Den jagar främst fiskar. Honor lägger inga ägg utan föder levande ungar.
Denna orm förekommer på nordvästra Nya Guinea vid floden Sungai Mamberamo. Heurnia ventromaculata hittades simmande i vattnet.